# Nuclear now
Nuclear now és un documental estatunidenc del 2022, dirigit i coescrit per Oliver Stone. La pel·lícula argumenta que l'energia nuclear és una solució necessària per lluitar contra el canvi climàtic perquè les altres energies renovables per si soles no seran suficients perquè el planeta obtingui a temps les zero emissions netes. S'ha doblat al català per a la plataforma 3Cat, que va incorporar-lo el 15 de juny de 2024.
La pel·lícula es basa en el llibre A Bright Future: How Some Countries Have Solved Climate Change and the Rest Can Follow escrit pels científics Joshua S. Goldstein i Staffan A. Qvist. Goldstein va ser coguionista del film juntament amb Oliver Stone. Els productors són Stefano Buono, Isabelle Boemeke i Jon Kilik.
El documental es va estrenar fora de competició a la 79a edició del Festival de Cinema de Venècia. Stone i Goldstein més tard també van difondre les seves propostes al 53è Fòrum Econòmic Mundial 2023 a Davos. El documental inclou una de les últimes bandes sonores de Vangelis.